# Política de las islas Malvinas
La política de las Islas Malvinas (en inglés: Falkland Islands) tiene lugar el marco del conflicto de soberanía con la República Argentina.  La política inglesa se ejerce además en el contexto de una monarquía constitucional y de una dependencia democrática representativa parlamentaria según lo establecido por la Constitución de las Islas Malvinas.  De esta manera el gobernador ejerce las funciones de jefe de Estado en ausencia del monarca y el Jefe del Ejecutivo actúa como jefe de gobierno, con una Asamblea Legislativa elegida para proponer nuevas leyes y mantener al ejecutivo informado.
Las islas —que son un archipiélago en el sur del océano Atlántico— son un territorio británico de ultramar autónomo, en el que el Poder Ejecutivo es ejercido en nombre de la reina del Reino Unido por un gobernador, que actúa principalmente en el asesoramiento del Consejo Ejecutivo. El Poder Legislativo reside en el gobierno y en la Asamblea Legislativa. El Poder Judicial es independiente del Ejecutivo y del Legislativo. La defensa militar y la política exterior de las islas es responsabilidad del Reino Unido; y la actividad política en las Islas Malvinas es mínima ya que no existen partidos políticos en las islas, y las actuaciones gubernamentales y legales se asemejan bastante a los estándares británicos.
Después de la guerra de las Malvinas en 1982, Edward Shackleton publicó un informe sobre la economía de las islas, en el que recomendaba su modernización. El 1 de enero de 1983 los isleños obtuvieron la ciudadanía británica en virtud de la Acta de Nacionalidad Británica de las Islas Malvinas de 1983, y el 3 de octubre de 1985 se aprobó la Constitución de las Islas. En el 2009 entró en vigor una nueva Constitución que modernizó el capítulo de derechos fundamentales y libertades individuales, incorporando el derecho de autodeterminación en el cuerpo principal de la Constitución. La nueva constitución también remplazó el Consejo Legislativo con la Asamblea Legislativa, y describe mejor las funciones del Gobernador y el Jefe del Ejecutivo.

## Cuestiones sobre la soberanía
Según la Organización de las Naciones Unidas, el archipiélago es un territorio no autónomo, cuya potencia administrante es el Reino Unido, y cuya soberanía también es reclamada por Argentina. Es uno de los diecisiete territorios en la lista de territorios no autónomos bajo supervisión del Comité Especial de Descolonización de las Naciones Unidas,
La República Argentina reclama a las islas como parte de su territorio desde la ocupación inglesa de 1982 y anteriormente desde la ocupación inglesa de 1833; y esta afirmación es cuestionada por muchos malvinenses y por el Reino Unido. En 1982 las islas fueron tomadas y recuperadas por la Argentina, lo que derivó en la guerra de las Malvinas. Las islas posteriormente fueron tomadas por las fuerzas británicas 74 días después del comienzo de la guerra.
El continuo reclamo argentino sobre los archipiélagos del Atlántico Sur ha quedado plasmado en la disposición transitoria primera de la Constitución de 1994, que dice:

La Nación Argentina ratifica su legítima e imprescriptible soberanía sobre las islas Malvinas, Georgias del Sur y Sandwich del Sur y los espacios marítimos e insulares correspondientes, por ser parte integrante del territorio nacional.
La recuperación de dichos territorios y el ejercicio pleno de la soberanía, respetando el modo de vida de sus habitantes, y conforme a los principios del Derecho Internacional, constituyen un objetivo permanente e irrenunciable del pueblo argentino.

La soberanía de las Malvinas aún sigue siendo objeto de controversia, en la que Argentina reclama a las islas como una parte integral e indivisible de su territorio, ocupado ilegalmente por una potencia colonialista. El Reino Unido sostiene que los isleños tienen el derecho de determinar la soberanía de su lugar de nacimiento. En un referéndum en 2013, los habitantes de las islas rechazaron el reclamo de Argentina sobre las islas, con una votación de un 99,8% apoyando que las Malvinas permanezcan como un territorio ultramarino del Reino Unido.

## Poder Ejecutivo

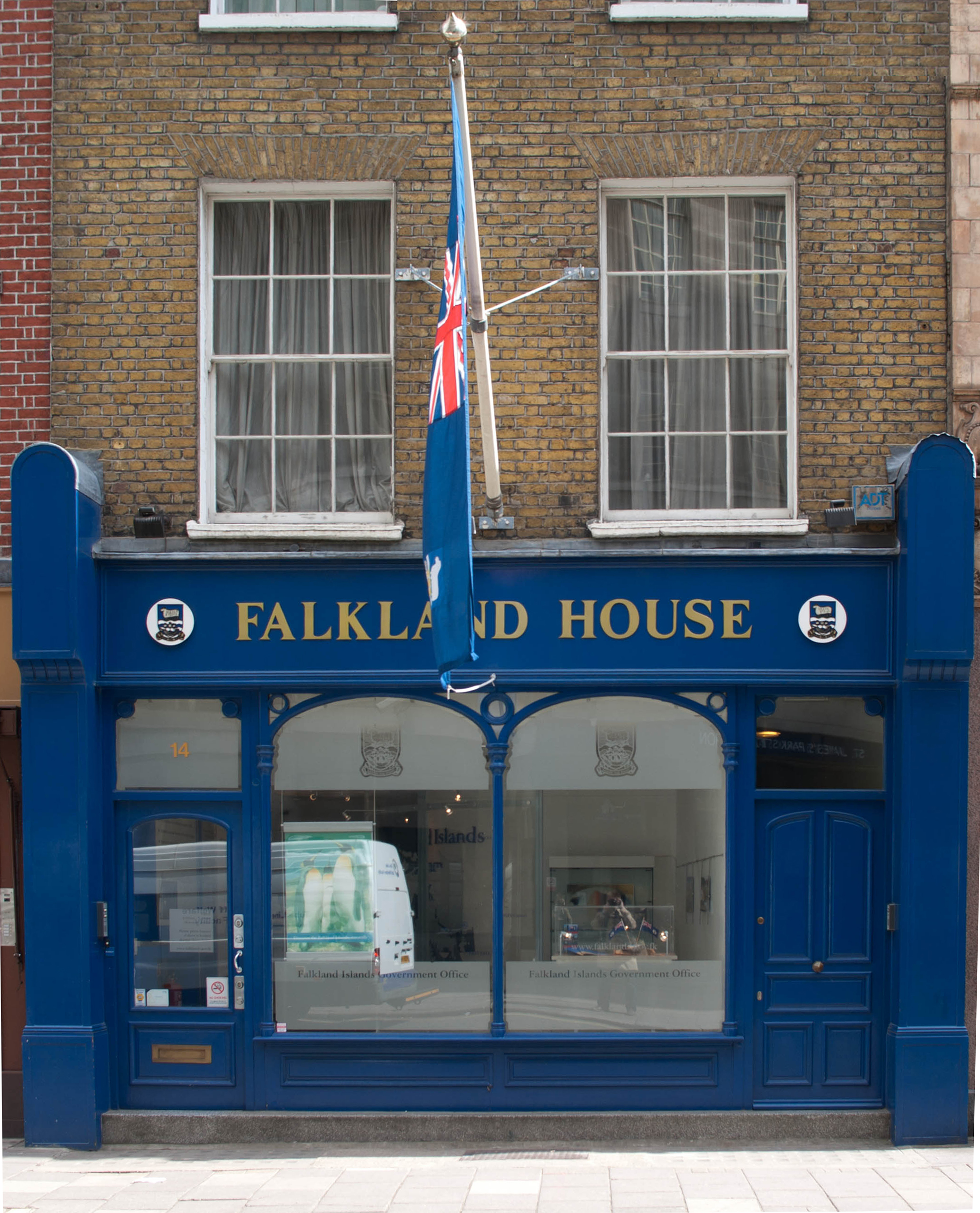
Falkland House, la oficina representativa del gobernador de las Malvinas en Westminster, Londres.

La cabeza del Poder Ejecutivo sobre las Islas Malvinas reside en Isabel II del Reino Unido, quien ha sido la jefe de Estado desde su ascensión al trono británico el 6 de febrero de 1952. Como la Reina está ausente de las islas Malvinas la mayoría del tiempo, el Poder Ejecutivo es ejercido «en nombre de Su Majestad y en representación de Su Majestad» por el gobernador de las Islas Malvinas.
El Gobernador normalmente actúa en asesoramiento al Consejo Ejecutivo, que está integrado por tres miembros de la Asamblea Legislativa elegidos por la propia Asamblea para trabajar en el Consejo cada año, y dos miembros ex officio: el Jefe del Ejecutivo y el Director de Finanzas. La Constitución permite al Gobernador actuar sin consultar al Consejo Ejecutivo e incluso ir en contra de sus disposiciones, pero en ambos casos deberá informar inmediatamente al Secretario de Estado para Relaciones Exteriores y de la Mancomunidad de Naciones del Reino Unido, quien podrá invalidar las acciones del Gobernador.
La política del gobierno y su ejecución la lleva a cabo el Jefe del Ejecutivo de las islas, que es el jefe de la Administración Pública, responsable de la eficiencia y efectividad de la gestión del ejecutivo, actuando como Jefe de Gobierno de las islas. El jefe del Ejecutivo es nombrado por el Gobernador a propuesta del Consejo Ejecutivo. El Jefe del Ejecutivo desde febrero de 2012 es Keith Padgett.

## Poder Legislativo
El Poder Legislativo se compone de una Asamblea Legislativa unicameral. Las elecciones generales tienen lugar al menos una vez cada cuatro años, en las que los malvinenses eligen a ocho miembros de la Asamblea Legislativa (cinco de Puerto Argentino/Stanley y tres de Camp) por sufragio universal mediante voto en bloque. También hay dos miembros ex-officio de la Asamblea (el Jefe del Ejecutivo y el Director de Finanzas)
que toman parte en las actuaciones, pero no tienen derecho de voto en la Asamblea.
Las siguientes principales convenciones se aplican a las Islas Malvinas y deberán ser tomadas en cuenta durante la redacción de la legislación:
- Convención Europea de Derechos Humanos
- Pacto Internacional de Derechos Económicos, Sociales y Culturales
- Pacto Internacional de Derechos Civiles y Políticos
- Convención contra la tortura y otros tratos o penas crueles, inhumanos o degradantes
- Convención sobre los Derechos del Niño
- Convención Internacional sobre la Eliminación de todas las Formas de Discriminación Racial
- Convención sobre la eliminación de todas las formas de discriminación contra la mujer

Hasta el año 2009, cuando la nueva Constitución entró en vigor y creó la Asamblea Legislativa, la legislatura de las islas era el Consejo Legislativo, que existía desde el siglo XIX.

## Poder Judicial
El Poder Judicial está integrado por la Corte Suprema, el Tribunal de Apelaciones, el Tribunal Sumario y los Tribunales de los Magistrados. La judicatura es independiente del Poder Ejecutivo y del Legislativo, a pesar de tener vínculos con otras ramas del gobierno a través del Advisory Commitee on the Prerogative of Mercy. El gobierno también cuenta con cinco abogados; el fiscal general, el abogado director de la Corona, el abogado mayor de la Corona, el abogado de la Corona y un redactor legislativo.

## Finanzas
El responsable de los gastos del gobierno de las islas es el director de Finanzas, que actúa con autorización de la Asamblea Legislativa. El Director también es un miembro ex-officio de la Asamblea Legislativa y del Consejo Ejecutivo.

## Elecciones y partidos políticos
Al igual que en muchas democracias parlamentarias, no hay elecciones directas para el poder ejecutivo del gobierno de las Islas Malvinas. En cambio, la gente elige a la legislatura que posteriormente asesora y forma aparte del ejecutivo. Las elecciones generales, en las que se elige la Asamblea Legislativa, debe tener lugar al menos una vez cada cuatro años.